# Анжуйська імперія

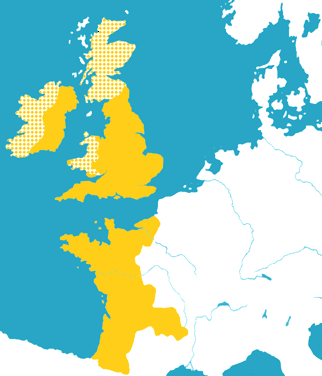
Станом на 1172 рік

Анжуйська імперія (англ. Angevin Empire; фр. Empire Plantagenêt) — сучасна узагальнювальна назва володінь англійських королів Анжуйської династії у XII та XIII століттях.
Королі з дому Плантагенетів поширювали свої володіння на територію, що охоплювала половину Французького королівства, все Англійське королівство, частини Ірландії, Уельса, а також мали значний вплив на решті території Британських островів. Імперію було засновано Генріхом ІІ, який виступав як король Англії, граф Анжуйський та герцог Нормандський. У 1152 році, завдяки шлюбу з Алієнор Аквітанською, він став також правителем Аквітанського герцогства.
Слово «імперія» використувується в назві державного утворення в умовному значенні, оскільки не повністю відповідає фактичному стану справ у часи існування утворення. Це радше була сукупність різних територій, успадкованих, отриманих або захоплених королями; невідомо, чи існувала на той час якась спільна об'єднуюча їх ідентичність, яка б виправдовувала позначення цієї сукупності володінь як «імперії».
У часи найбільшого свого поширення Анжуйська імперія включала в себе Англійське королівство та Ірландію на островах, а також  герцогства Нормандське, Гасконське та Аквітанське та графства Анжу, Пуату, Мен, Турень, Сентонж, Ла-Марш, Перигор, Лімузен, Нант та Керсі на території Французького королівства. Хоча усі герцогства та графства на території Франції васально були підпорядковані королям Франції, фактично вони контролювались та управлялись їх безпосередніми сеньйорами з Анжуйської династії, які одночасно також були суверенними королями Англії. Ця суперечність послужила однією з причин подальших конфліктів, які в майбутньому переросли в Столітню війну.

## Принагідно
- Феодальна анархія та зміцнення королівської влади у Англійському та Французькому королівствах у першій половині XII ст. [Архівовано 20 лютого 2016 у Wayback Machine.]